# Changeling (película)
Changeling (titulada: El intercambio en España y El sustituto en México, Argentina, Chile y Venezuela) es una película dirigida por Clint Eastwood y protagonizada por Angelina Jolie y John Malkovich estrenada en 2008.
Está basada en una historia real ocurrida en la década de 1920, los asesinatos del gallinero de Wineville, ocurridos en Los Ángeles, Estados Unidos, y que incluían la desaparición y el intercambio de niños.
Se estrenó el 24 de octubre de 2008 en Estados Unidos y en España el 19 de diciembre de ese mismo año. Participó en la sección oficial del Festival de Cannes 2008, donde Eastwood fue galardonado con el premio especial del 61.er aniversario ex aequo con Catherine Deneuve.

## Reparto
- Angelina Jolie como Christine Collins.
- Jeffrey Donovan como J. J. Jones, el capitán.
- John Malkovich como Gustav A. Briegleb, el reverendo.
- Devon Conti como Arthur Hutchins, Jr..
- Gattlin Griffith como Walter Collins.
- Amy Ryan como Carol Dexter.
- Michael Kelly como Lester Ybarra, el detective.
- Jason Butler Harner como Gordon Stewart Northcott.
- Colm Feore como James E. Davis, el comandante.
- Michelle Gunn como Sandy.
- Jan Devereaux como un operador.
- Erica Grant como una operadora.
- Antonia Bennett como una operadora.
- Kerri Randles como un operador.
- Frank Wood como Ben Harris.
- Morgan Eastwood como la chica en el triciclo.
- Madison Hodges como la vecina.
- Ric Sarabia como el hombre en la cena.
- J. P. Bumstead como el cocinero.
- Debra Christofferson como el policía en la estación.
- Russell Edge como el periodista en el tren.
- Stephen W. Alvarez como un periodista en el tren.
- Peter Gerety como el doctor Earl W. Tarr.
- Pete Rockwell como el periodista en la comisaría.
- John Harrington Bland como el doctor John Montgomery.
- Pamela Dunlap como Mrs. Fox.
- Roger Hewlett como Morelli, el oficial.
- Jim Cantafio como un sargento.
- Maria J. Rockwell como la policía en la comisaría.
- Wendy Worthington como la recepcionista del hospital.
- Riki Lindhome como el médico examinador.
- Dawn Flood como un médico.
- Dale Dickey como un paciente.
- Eddie Alderson como Sanford Clark.
- Sterling Wolfe.
- Michael McCafferty como el vendedor de tíquets.
- David Goldman como un administrador.
- Denis O'Hare como el doctor Jonathan Steele.
- Anthony De Marco como un niño.
- Joshua Logan Moore como un niño.
- Joe Kaprielian como un niño.
- Muriel Minot como un secretario.
- Kevin Glikmann como un anciano.
- Drew Richards como un oficial.
- Hope Shapiro como una médica.
- Caleb Campbell como un detective.
- Jeff Cockey como un detective.
- Zach Mills como el vendedor de periódicos.
- Kelly Lynn Warren como Rachel Clark.
- Colby French como Bob Clark.
- Scott Leva como un policía montado.
- Richard King como un policía montado.
- Clint Ward como un policía montado.
- Geoff Pierson como S. S. Hahn.
- Reed Birney como el mayor Cryer.
- Michael Dempsey como una transeúnte.
- Peter Breitmayer como Thorpe, el moderador.
- Phil Van Tee como un concejal.
- Jim Nieb como un periodista.
- Lily Knight como Mrs. Leanne Clay.
- Jeffrey Hutchinson como Mr. Clay.
- Brian Prescott como el alguacil de la sala de justicia.
- Ryan Cutrona como el juez.
- Mary Stein como Janet Hutchins.
- Gregg Binkley como el capataz del jurado.
- William Charlton como un guardia de la prisión.
- Cooper Thornton como un guardia de la prisión.
- E. J. Callahan como un guardián.
- Asher Axe como David Clay.
- Devon Gearhart como Lewis Winslow.
- Dalton Stumbo como Lewis Winslow.
- Austin Mensch como un niño cooperativo.
- Andre Alexsen como el concejal de la ciudad.
- Julie Berlin como el operador del tablero de conmutadores.
- Denise Bradley como un miembro de la Iglesia.
- William Brent como el niño que llora.
- Pete Brown como el escolta de Arthur Hutchins, Jr.
- Gary Buckner como el verdugo de la prisión.
- Jason Ciok como el entrevistador.
- Danton Dabar como un guardia de la prisión.
- Doby Daenger como la esposa del concejal.
- John R. Duncan como un concejal.
- Dominick Dunne como un hombre del jurado.
- Charley Feldman como un operador telefónico.
- Leslie Gunning como un pasajero del tren.
- Richard Hansen como un periodista.
- Kerry Hennessy como un miembro protestante de la Iglesia.
- Bruce Holman como el observador del verdugo.
- Lauren Ingmire como un niño.
- Christopher Karl Johnson como un protestante y hombre fumador en una esquina con el periódico.
- Kitty Kreidler.
- Jonathan Lane como un visitante al hospital.
- Kimberly Langley como un protestante.
- Michela Lansing como una protestante.
- Jen Lilley como un operador del panel de conmutadores.
- Michael Lovern como un pasajero del tren.
- Darin Mangan como un testigo.
- Lauren Suzanne Martin como una protestante.
- Ronald McAdams como un tendero en la calle.
- Patrizia Milano como una pasajera del tren.
- Michael Molthen como un pasajero del tren.
- David Pearl como un policía.
- Scott Pierce como un doctor de la prisión.
- Jon Eric Price como un periodista en el tren.
- Navah Raphael como un operador telefónico.
- Jarrod Robbins como un periodista.
- Michael Saglimbeni como un periodista.
- Zoe Sharpe como una doctora.
- Gregg Stotesbery como un seguidor del reverendo Gustav Briegleb.
- Michael Sutherland como un seguidor del reverendo Gustav Briegleb.
- Jennifer Swirtz como una protestante.
- Callie Thompson como una granjera.
- John H. Tobin como el defensor de Gordon Stewart Northcott.
- George F. Watson como el líder del asesinato con la ametralladora.
- Rob Watt como un pasajero del tren.
- January Welsh como un pasajero del tren.
- Marissa Welsh como una mujer de blanco.
- Jacob White como un periodista.
- Araksi Willebrand como el supervisor del panel de conmutadores.
- Jw Wiseman.

}}

## Argumento
La historia ambientada en Los Ángeles en 1928 está basada en un hecho real y narra la historia de una madre soltera, Mrs. Christine Collins (Angelina Jolie), que trabajaba como supervisora en una central telefónica. Su hijo de 9 años, llamado Walter Collins, es la razón de su vida. 
El día 10 de marzo de 1928 descubre que Walter ha desaparecido de su casa mientras ella trabajaba. Ella llama a la policía y hace la denuncia; sin embargo, la policía muestra cierto desdén en atender su denuncia. Un corrupto y deshonesto capitán de policía llamado J. J. Jones (Jeffrey Donovan) se hace cargo del caso.
Cinco meses después, la policía local le entrega un niño (Devon Conti) que, al verlo inmediatamente, asegura que no es su hijo. Aunque el niño se hace llamar Walter Collins y la reconoce como su madre, ella lo niega. Mrs. Collins intenta hacer ver a la policía que ha cometido un error, pero Jones, que ha montado todo un tinglado ante la prensa para demostrar todos sus logros, ve que Mrs. Collins podría hacerle pasar un buen bochorno y anula sus argumentos convenciéndola a la fuerza de que el niño encontrado es su verdadero hijo. Para convencerla, intenta intimidarla aduciendo querer deslindar responsabilidades como madre y, bajo amenaza, la obliga a reconocer al muchacho.
Tanto su dentista como su maestra avalan la correcta apreciación de la madre, pero Jones, decidido a salvar la cara a toda costa, envía a Mrs. Collins a un manicomio, donde ella descubre los abusos de la policía con decenas de mujeres internadas que han tenido conflictos con la fuerza policial y que los han intentado denunciar, entablando amistad con Carol Dexter (Amy Ryan), una prostituta que había intentado denunciar a un policía que la agredía constantemente y que la encerró en el asilo. 
Paralelamente, un policía en misión de capturar a un adolescente canadiense ilegal llamado Sanford Clark, llega a una granja en Wineville y lo arresta tras un breve forcejeo. El arrestado muestra un extraño comportamiento y docilidad. El niño, sin embargo, trae una negra historia tras sí mismo y, antes de ser expatriado, confiesa que él ha ayudado a un asesino en serie llamado Gordon Stewart Northcott (Jason Butler Harner) a asesinar niños en la granja de Wineville. Entre las probables víctimas está el verdadero Walter Collins, lo cual le es comunicado a Jones.
Jones comete el error de su vida al instruir al agente que capturó al muchacho para que no hable con nadie más y viaje con él a Los Ángeles. El agente reflexiona sobre la extraña orden y decide ignorarla, investigando a fondo los hechos. Llega a la granja y, al no encontrar a Northcott, ordena al arrepentido muchacho a ubicar los restos hasta quebrarse emocionalmente. Sin embargo, Northcott ha sido capturado por la Policía Montada del Canadá, en la Columbia Británica, y niega todos los cargos de asesinato a pesar de las contundentes pruebas.
Entretanto, Mrs. Collins lucha por la búsqueda incondicional de su hijo  y mueve a muchas personas, como el reverendo Gustav A. Briegleb (John Malkovich), de la iglesia presbiteriana, quien la ayudó a salir del manicomio, así como muchos manifestantes conocedores de la historia de la desaparición de Walter Collins.
Con la ayuda desinteresada de un abogado muy prestigioso, Christine Collins, primeramente, consigue liberar del manicomio, por mandato judicial, a todas las mujeres injustamente llevadas allí, incluyendo a Carol Dexter, llegando incluso a ser la propia Christine quien intimide a las enfermeras que las maltrataban en el asilo. Posteriormente, demanda al corrupto cuerpo policial; la Corte Federal de California juzga y condena tanto a Jones como a su jefe, el comandante Davis (Colm Feore), por negligencia grave, basándose en los testimonios del dentista y la maestra de Walter e incluso del mismo psiquiatra jefe del asilo.
Por otro lado, se lleva a cabo al mismo tiempo el juicio a Gordon Stewart Northcott por el asesinato de 20 niños en su granja de Wineville. El jurado acuerda ejecutar a Northcott a la horca. 
La víspera de la ejecución, Mrs. Collins habla con Northcott para exigirle una respuesta sobre si realmente mató a su hijo, pero él se niega a confirmarlo; al día siguiente, Northcott es ahorcado hasta la muerte por asfixia en San Quintin, con Mrs. Collins y otros padres afectados por los asesinatos como testigos.
Posteriormente, cinco años más tarde, en las dependencias policiales aparece un niño. Este niño había sido raptado por Northcott y había conseguido escapar del gallinero de la granja de Wineville junto a otros dos niños, entre ellos Walter Collins, pero desconoce el paradero que tuvieron sus compañeros de fuga, ya que escaparon por caminos diferentes. Esto da esperanzas a Christine Collins de que su hijo podría estar vivo. 
El epílogo cita que Christine Collins nunca dejó de buscar a su hijo hasta su muerte.

## Premios

### Premios Óscar
| Año  | Categoría                 | Persona                       | Resultado  |
| ---- | ------------------------- | ----------------------------- | ---------- |
| 2008 | Mejor actriz              | Angelina Jolie                | Candidata  |
| 2008 | Mejor fotografía          | Tom Stern                     | Candidato  |
| 2008 | Mejor dirección artística | James J. Murakami Gary Fettis | Candidatos |

### Premios BAFTA
| Año  | Categoría                  | Persona                       | Resultado |
| ---- | -------------------------- | ----------------------------- | --------- |
| 2008 | Mejor Director             | Clint Eastwood                | Candidato |
| 2008 | Mejor Actriz               | Angelina Jolie                | Candidato |
| 2008 | Mejor Guion Original       | J. Michael Straczynski        | Candidato |
| 2008 | Mejor Fotografía           | Tom Stern                     | Candidato |
| 2008 | Mejor Montaje              | Joel Cox Gary D. Roach        | Candidato |
| 2008 | Mejor Diseño de Producción | James J. Murakami Gary Fettis | Candidato |
| 2008 | Mejor Diseño de Vestuario  | Deborah Hopper                | Candidato |
| 2008 | Mejor Sonido               | ?                             | Candidato |

### Globos de Oro
| Año  | Categoría            | Persona        | Resultado |
| ---- | -------------------- | -------------- | --------- |
| 2009 | Mejor Actriz - Drama | Angelina Jolie | Candidato |
| 2009 | Mejor banda sonora   | Clint Eastwood | Candidato |

### Premios del Sindicato de Actores
| Año  | Categoría    | Persona        | Resultado |
| ---- | ------------ | -------------- | --------- |
| 2008 | Mejor Actriz | Angelina Jolie | Candidata |